# Coppa Ronchetti 1992-1993
L'edizione 1992-1993 della Coppa europea Liliana Ronchetti è stata la ventiduesima della seconda competizione europea per club di pallacanestro femminile organizzata dalla FIBA Europe. Si è svolta dal 30 settembre 1992 al 17 marzo 1993.
Vi hanno partecipato cinquantasei squadre. Il titolo è stato conquistato dalla Lavezzini Parma, nella finale disputata su due gare sull'Olimpia Poznan.

## Primo turno preliminare
| Squadra #1                   | Totale  | Squadra #2           | Andata | Ritorno |
| ---------------------------- | ------- | -------------------- | ------ | ------- |
| MTK Budapest                 | a tav.  | Vojvodina Novi Sad   |        |         |
| Uralmash Ekaterinburg        | 201–164 | Szeviép Szeged       | 99–90  | 102–74  |
| Slavia Sofia                 | 142–156 | Rogaska Slatina      | 77–83  | 65–73   |
| Becej                        | a tav.  | Deniz Nakliyat       |        |         |
| Lachen Ramat HaSharon        | 154–111 | Levski Sofia         | 101–49 | 53–62   |
| Goldzack Wuppertal           | 146–170 | Scuola Pitagora      | 89–80  | 57–90   |
| Panathinaikos                | 118–139 | Sportul Studentesc   | 58–72  | 60–67   |
| Stal Dnipropetrovsk          | 112–119 | Kremikovtsi          | 61–50  | 51–69   |
| Olimpia Poznan               | 158–123 | Chaika Donetsk       | 74–47  | 84–76   |
| Rapid Bucharest              | 123–145 | Maritsa Plovdiv      | 58–70  | 65–75   |
| Sparta Luxembourg            | 129–127 | Diest                | 61–55  | 68–72   |
| Hapoel Kishon                | 154–135 | MENT Thessaloniki    | 83–55  | 71–80   |
| Lietuvos Telekomas           | 143–140 | USK Prague           | 76–66  | 67–74   |
| ADIS Yerevan                 | 157–145 | Mini-Flat Dames      | 79–73  | 78–71   |
| TJ Slávia PF Banská Bystrica | 136–133 | Montmontaza Zagreb   | 81–75  | 55–58   |
| Wolfenbüttel                 | 172–145 | Karhun Pojat         | 88–68  | 84–78   |
| Odeja Kranj                  | 147–190 | Borsodchem Miskolc   | 77–80  | 67–113  |
| Fors-Mazhor St. Petersburg   | 155–151 | Constar Arad         | 77–64  | 78–87   |
| Paggio Agia Paraskevi        | a tav.  | Partizan Belgrade    |        |         |
| IÜSC Istanbul                | 85–132  | Ferencvárosi Diego   | 60–79  | 25–53   |
| LKS Lodz                     | 171–198 | Valenciennes Olympic | 91–94  | 80–108  |
| Symel Tenerife               | 151–169 | Pays d'Aix B13       | 79–79  | 72–90   |
| Grazer AK                    | 111–172 | Sparta Prague        | 50–79  | 61–93   |
| BK VSS Lokomotíva Košice     | 158–146 | Apis Maribor         | 79–69  | 79–77   |

## Secondo turno preliminare
| Squadra #1                 | Totale  | Squadra #2                   | Andata | Ritorno |
| -------------------------- | ------- | ---------------------------- | ------ | ------- |
| MTK Budapest               | 145–129 | Juven Saski                  | 64–69  | 81–60   |
| Uralmash Ekaterinburg      | 174–147 | Rogaska Slatina              | 91–68  | 83–79   |
| Deniz Nakliyat             | 133–143 | Lachen Ramat HaSharon        | 72–79  | 61–64   |
| Fenerbahçe                 | 99–206  | Scuola Pitagora              | 55–109 | 44–97   |
| Sportul Studentesc         | 131–138 | Kremikovtsi                  | 71–65  | 60–73   |
| Olimpia Poznan             | 183–111 | Maritsa Plovdiv              | 95–45  | 88–66   |
| Sparta Luxembourg          | 79–153  | Asterac Mirande              | 53–66  | 26–87   |
| Hapoel Kishon              | 115–169 | Lietuvos Telekomas           | 61–87  | 54–82   |
| ADIS Yerevan               | 171–155 | TJ Slávia PF Banská Bystrica | 84–83  | 87–72   |
| Wolfenbüttel               | 145–153 | Borsodchem Miskolc           | 92–81  | 52–72   |
| Fors-Mazhor St. Petersburg | 139–160 | Paggio Agia Paraskevi        | 79–66  | 60–94   |
| Ferencvárosi Diego         | 146–159 | Valencienne Olympic          | 66–81  | 80–78   |
| Pays d'Aix B13             | 135–154 | Lavezzini Parma              | 67–72  | 68–82   |
| Sparta Prague              | 138–175 | Willwood Vicenza             | 71–99  | 67–76   |
| C.B. Vigo                  | 125–118 | Libertas Trogylos            | 72–52  | 53–66   |
| BK VSS Lokomotíva Košice   | 127–147 | Sporting Athens              | 67–68  | 60–79   |

## Ottavi di finale

### Gruppo A
| Pos | Squadra               | G | V | P | PF  | PS  | DP  | Qualificazione        |       | VOL   | CVI   | BMI   | LRH    |
| --- | --------------------- | - | - | - | --- | --- | --- | --------------------- | ----- | ----- | ----- | ----- | ------ |
| 1   | Valenciennes Olympic  | 6 | 5 | 1 | 501 | 435 | +66 | Qualificate ai quarti |       | —     | 81–62 | 79–72 | 105–62 |
| 2   | C.B. Vigo             | 6 | 4 | 2 | 487 | 440 | +47 | Qualificate ai quarti |       | 83–72 | —     | 91–62 | 88–71  |
| 3   | Borsodchem Miskolc    | 6 | 3 | 3 | 434 | 462 | −28 |                       |       | 76–82 | 76–74 | —     | 71–68  |
| 4   | Lachen Ramat HaSharon | 6 | 0 | 6 | 427 | 512 | −85 |                       | 80–82 | 78–89 | 68–77 | —     |        |

### Gruppo B
| Pos | Squadra               | G | V | P | PF  | PS  | DP  | Qualificazione        |       | WVI   | SAT   | KSO   | UEK    |
| --- | --------------------- | - | - | - | --- | --- | --- | --------------------- | ----- | ----- | ----- | ----- | ------ |
| 1   | Willwood Vicenza      | 6 | 5 | 1 | 522 | 433 | +89 | Qualificate ai quarti |       | —     | 91–76 | 98–63 | 100–84 |
| 2   | Sporting Athens       | 6 | 4 | 2 | 464 | 448 | +16 | Qualificate ai quarti |       | 75–68 | —     | 73–67 | 95–85  |
| 3   | Kremikovtsi           | 6 | 2 | 4 | 421 | 475 | −54 |                       |       | 64–81 | 71–69 | —     | 86–69  |
| 4   | Uralmash Ekaterinburg | 6 | 1 | 5 | 460 | 511 | −51 |                       | 71–84 | 66–76 | 85–70 | —     |        |

### Gruppo C
| Pos | Squadra               | G | V | P | PF  | PS  | DP   | Qualificazione        |       | LPA   | OPO    | LTE    | PAP   |
| --- | --------------------- | - | - | - | --- | --- | ---- | --------------------- | ----- | ----- | ------ | ------ | ----- |
| 1   | Lavezzini Parma       | 6 | 5 | 1 | 531 | 426 | +105 | Qualificate ai quarti |       | —     | 88–78  | 118–89 | 94–52 |
| 2   | Olimpia Poznan        | 6 | 4 | 2 | 476 | 442 | +34  | Qualificate ai quarti |       | 83–64 | —      | 88–65  | 77–58 |
| 3   | Lietuvos Telekomas    | 6 | 3 | 3 | 500 | 490 | +10  |                       |       | 70–78 | 107–69 | —      | 90–65 |
| 4   | Paggio Agia Paraskevi | 6 | 0 | 6 | 361 | 510 | −149 |                       | 54–89 | 60–81 | 72–79  | —      |       |

### Gruppo D
| Pos | Squadra         | G | V | P | PF  | PS  | DP   | Qualificazione        |     | SPP   | AMI   | MTK    | AYE |
| --- | --------------- | - | - | - | --- | --- | ---- | --------------------- | --- | ----- | ----- | ------ | --- |
| 1   | Scuola Pitagora | 6 | 5 | 1 | 376 | 259 | +117 | Qualificate ai quarti |     | —     | 90–66 | 118–41 | 2–0 |
| 2   | Astarac Mirande | 6 | 5 | 1 | 318 | 318 | 0    | Qualificate ai quarti |     | 81–78 | —     | 90–74  | 2–0 |
| 3   | MTK Budapest    | 6 | 2 | 4 | 266 | 371 | −105 |                       |     | 71–86 | 76–77 | —      | 2–0 |
| 4   | ADIS Yerevan    | 6 | 0 | 6 | 0   | 12  | −12  |                       | 0–2 | 0–2   | 0–2   | —      |     |

## Quarti di finale
| Squadra #1      | Totale  | Squadra #2           | Andata | Ritorno |
| --------------- | ------- | -------------------- | ------ | ------- |
| C.B. Vigo       | 149–155 | Willwood Vicenza     | 81–81  | 68–74   |
| Astarac Mirande | 154–175 | Lavezzini Parma      | 78–78  | 76–97   |
| Olimpia Poznan  | 187–134 | Scuola Pitagora      | 102–72 | 85–62   |
| Sporting Athens | 124–154 | Valenciennes Olympic | 61–78  | 63–76   |

## Semifinali
| Squadra #1       | Totale  | Squadra #2           | Andata | Ritorno |
| ---------------- | ------- | -------------------- | ------ | ------- |
| Willwood Vicenza | 138–159 | Lavezzini Parma      | 68–69  | 70–90   |
| Olimpia Poznan   | 154–151 | Valenciennes Olympic | 72–73  | 82–78   |

## Finali
| Squadra #1      | Totale  | Squadra #2     | Andata | Ritorno |
| --------------- | ------- | -------------- | ------ | ------- |
| Lavezzini Parma | 162–132 | Olimpia Poznan | 91–62  | 71–70   |